# Транс (фильм)
«Транс» (англ. Trance) — психологический триллер режиссёра Дэнни Бойла по сценарию Джо Ахе́рна и Джона Ходжа, ремейк одноимённого телефильма 2001 года. Премьера в Великобритании состоялась 27 марта 2013 года, в США фильм вышел в ограниченный прокат 5 апреля 2013 года, в России — 4 апреля 2013.
Главные роли исполняют Джеймс Макэвой, Розарио Доусон и Венсан Кассель. Картина была преимущественно положительно принята мировыми кинокритиками, отмечавшими тонко написанный сценарий, мощную визуальную стилизацию, актёрские работы и музыку Рика Смита, клавишника группы Underworld.

## Сюжет
Сотрудник аукционного дома Саймон (Джеймс Макэвой) вместе с сообщниками-бандитами организовывает похищение картины Франсиско Гойя «Ведьмы в воздухе», стоимостью около 27 миллионов фунтов стерлингов. Однако во время преступления он получает удар по голове. Черепно-мозговая травма приводит к амнезии, которая проявляется в том, что Саймон не может вспомнить, куда именно он спрятал картину. Бандиты, участвовавшие в ограблении, но оставшиеся без добычи, во главе с таинственным Фрэнком (Венсан Кассель), нанимают женщину-гипнотизёра Элизабет (Розарио Доусон), которая должна помочь Саймону восстановить воспоминания.
После многочисленных безуспешных попыток гипноза Элизабет соблазняет Саймона, чтобы узнать у него, где картина. Саймону снится сон, в котором он убивает Фрэнка и сообщников и сообщает Элизабет местонахождение картины. Когда он просыпается, он звонит Элизабет и узнаёт, что он рассказал ей о картине и в данный момент она направляется за ней. Люди Фрэнка перехватывают Элизабет по дороге и возвращают в её квартиру. Фрэнк оставляет бандитов с ней и силой заставляет Саймона отвести его к картине. Саймон вырывается, ранит Фрэнка и убивает всех троих сообщников, не дав одному из них изнасиловать Элизабет. Фрэнк везёт Саймона и Элизабет к картине.
По дороге Элизабет раскрывает Саймону всю правду. На самом деле Саймон уже знал её до недавнего визита, он был её клиентом долгое время после того, как потратил практически все деньги на азартные игры и начал страдать лудоманией. Они начали встречаться, и постепенно Саймон становился одержимым ею, пускал в ход кулаки. Чтобы защититься от него, Элизабет прибегла к гипнозу, заставив его окончательно её забыть. Саймон вернулся в мир азартных игр, ввязался в долги, что и привело его к похищению картины.
В день похищения Саймон, очнувшись от удара Фрэнка, нашёл вырезанную из холста картину у себя в пиджаке. Покидая галерею, он получил СМС-сообщение и был сбит красным автомобилем, за рулём которого была молодая девушка. Она планировала доставить его в больницу, но Саймон, приняв её за подлую Элизабет, задушил девушку. Он спрятал её труп в багажник, туда же положил картину и поставил машину в гараж.
Действие возвращается в наше время. Фрэнк останавливает машину на старом складе, Элизабет находит труп и картину в багажнике. Саймон, заранее приковав Фрэнка пластиковым хомутом к рулю, поливает автомобиль бензином и поджигает его. Элизабет убегает вместе с картиной и возвращается за рулём грузовика, которым сбивает Саймона и спасает Фрэнка, сбрасывая горящую машину в реку.
Фрэнку удаётся выжить, Саймон же погибает. Спустя некоторое время Фрэнк получает посылку с iPad внутри, на котором воспроизводит записанное Элизабет видео. Она показывает, что картина в целости и сохранности висит у неё в квартире, и признаётся, что, когда она гипнотизировала Саймона в последний раз, когда он ещё её помнил, то приказала ему похитить картину и доставить её ей. В СМС-сообщении, которое Саймон получил на выходе из галереи, было три слова: «Принеси её мне». Элизабет предлагает Фрэнку свои профессиональные услуги гипноза с целью забыть всё то, что произошло с ним, и нажать на кнопку «Транс», появившуюся на экране.
Фильм завершается открытым финалом: Фрэнк раздумывает, нажимать на кнопку или оставить всё, как есть.

## В ролях
- Джеймс Макэвой — Саймон Ньютон[7]
- Венсан Кассель — Фрэнк[8]
- Розарио Доусон — Элизабет Лэмб[8]
- Таппенс Миддлтон — женщина в красной машине
- Дэнни Сапани — Нэйт
- Вахаб Шейх — Риз
- Мэтт Кросс — Доминик

## Подбор актёров
На роль, которую впоследствии получил Венсан Кассель, рассматривались Майкл Фассбендер и Колин Фёрт.
Роль гипнотизёрши Элизабет предлагалась Скарлетт Йоханссон, Мелани Тьерри и Зои Салдана.